# Абгушт
Абгушт (перс. آبگوشت, букв. «м'ясний сік») — одна з традиційних основних страв іранської , яка являє собою суп із тушкованим м'ясом. Він також називається дізі (перс. دیزی) — від назви традиційних горщиків, у яких ця страва подається. Іноді його описують як «ситний іранський суп із баранини, у який для густоти додається нут».

## Історія
Абгушт був придуманий ще предками сучасних іранців — кочівниками, сільське господарство яких базувалося на тваринництві. Його було зручно готувати в умовах знаходження в одному місці. 

## Приготування

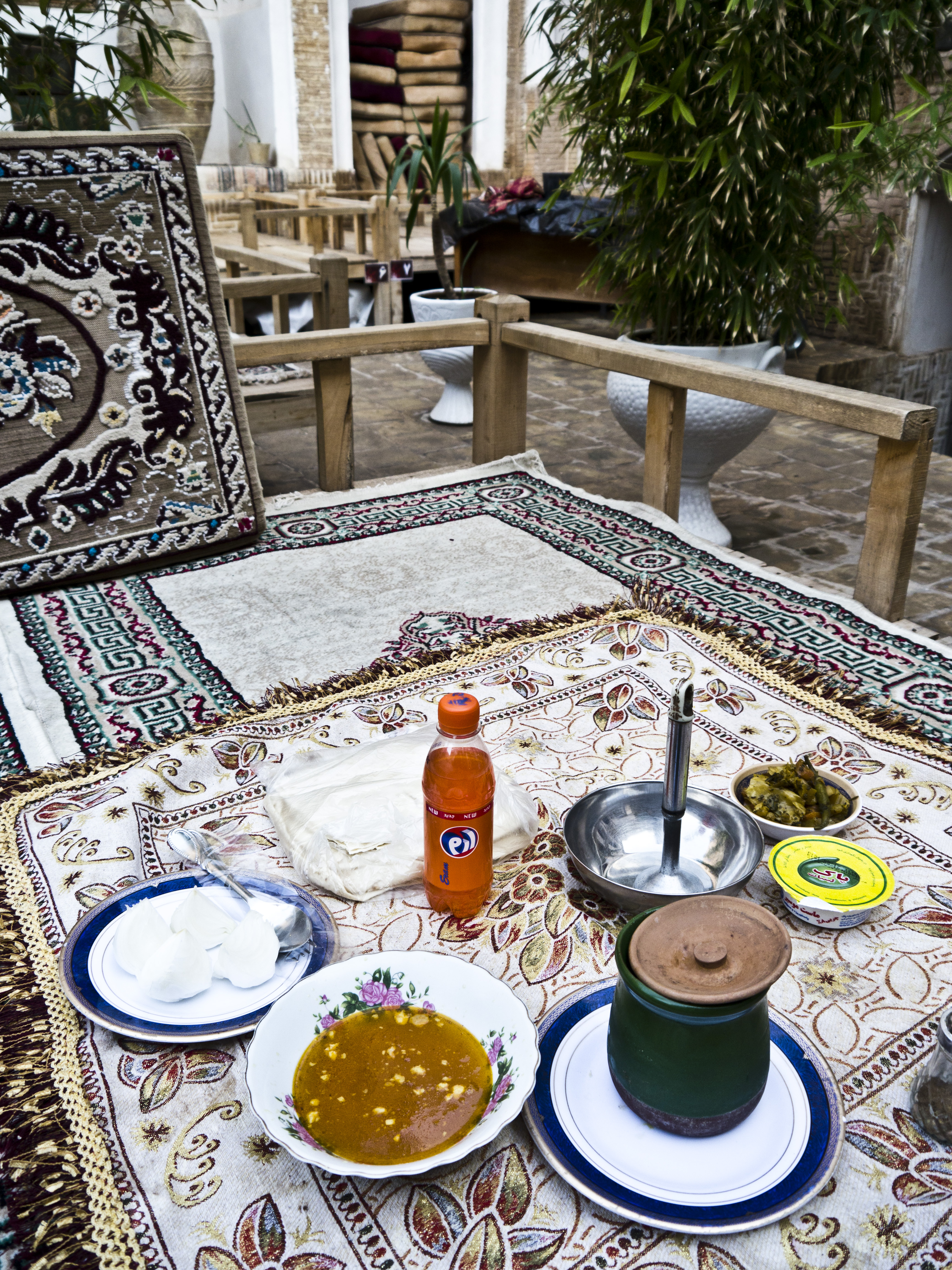
Абгушт у традиційному іранському ресторані

У приготуванні абгушту традиційно використовують бараняче м’ясо і жир, нут, помідори або томатну пасту, куркуму, цибулю, картоплю і деякі бобові, — наприклад, горох і квасолю, та сушені плоди лайму. Інгредієнти перемішують і готують до того моменту, коли страва закипить. Тверді складові перетворюються на пюре гушт кубіде (перс. گوشت کوبیده, букв. «товчене м'ясо») і подаються з бульйоном, але в окремій посудині разом з лавашем. Це форма піті, яка охоплює багато подібних страв у цьому регіоні.
Отже, абгушт ділиться на дві частини: бульйон, який називається терід (перс. ترید) і нерідка частина, яка називається кубіде (перс. کوبیده). Обидві частини готують і подають разом, але їдять окремо. Якщо їх не розділяти, страва буде схожа на не дуже смачний суп, тому прийом їжі проходить у два етапи: спочатку з’їдають сам бульйон зі шматочками розмоченого лавашу (нан-е лаваш або нан-е барбарі); такий спосіб їжі називається таліт (перс. تلیت). При цьому лавашем слід наповнювати миску з бульйоном доти, поки він повністю не всотується. Далі за допомогою спеціальної колотушки подрібнюють м’ясо, іноді разом із іншими інгредієнтами страви, і цю кашу ідять, намазуючи на хліб. Іноді до неї додають спеції і солені огірки. Абгушт, приготований у чавунному посуді, називають дізі-е сангі (перс. دیزی سنگی).
Дізізарфі (перс. دیزی ظرفی) — це спеціальний посуд, у якому готують абгушт. Загалом посуд для абгушту буває трьох видів: чавунний, керамічний і мідний. Вважається, що найчастіше для приготування використовується керамічний посуд. 
Існують різні види абгушту – їх готують у різних містах і регіонах Ірану, а додаткові компоненти залежать від того, що росте а певному регіоні. Здебільшого вони розрізняються використанням певних видів квасолі — червоної або чорноокої; інколи також додають вігну.

## Варіанти

### Ассирійський абгушт
Ассирійці, що проживають на північному заході Ірану, особливо навколо Урмії, традиційно готують абгушт із яловичини, лайму, червоної квасолі і нуту; він подається у лаймовому відварі з картоплею. Їдять його з цибулею і традиційним ассирійським хлібом лаваша. Ассирійці зазвичай готують абгушт взимку. Назву цієї страви вони вимовляють як абгуш без 'т' (ܐܒܓܘܫ).

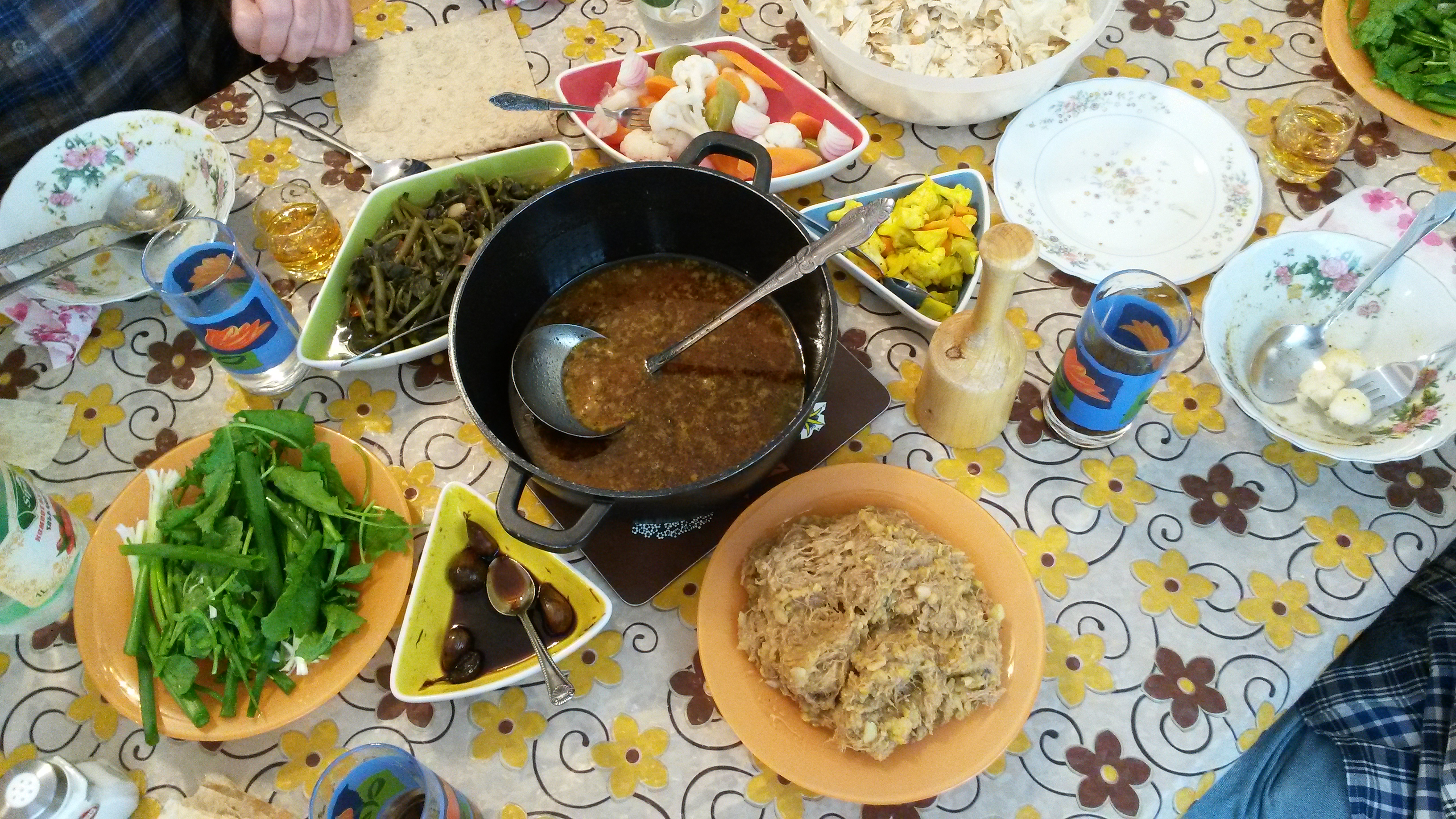
Вірменський абгушт із різноманітними гарнірами

### Вірменський абгушт
Схожа страва у Вірменії також називається абгушт. Різниця полягає в тому, що у вірменській кухні яловичина використовується частіше, ніж баранина.

### Піті (Кавказ і Центральна Азія)
Піті (або путук) – це варіація абгушту в кухнях Кавказу і Центральної Азії.

## Подача

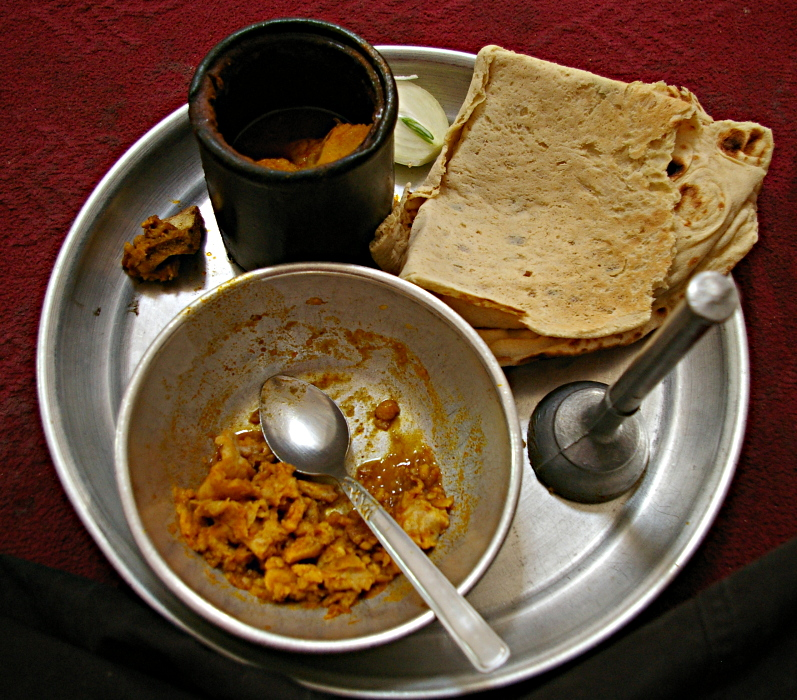
Абгушт також є поширеною стравою в закладах швидкого харчування в Ірані

Прийом цієї страви має свої особливості: коли її подають на стіл, то спочатку зливають бульйон в окремий посуд, далі відділяють жир, обстукують його і знову додають в бульйон. Потім усю цю суміш переливають в іншу миску і крошать туди хліб, як правило, хліб-сангак. Далі додають горох, квасолю, м’ясо, картоплю, але до того необхідно як слід подрібнити ці продукти. Спеції і зелень додаються за смаком.
Абгушт традиційно подається на сімейний прийом їжі разом із іншими традиційними стравами Ірану. Дізі пригощали гостей здавна на важливих заходах, таких як весільні і похоронні церемонії, свята на честь народження дитини тощо. Цікавий факт: багато іранських народностей мали традицію дарувати барана тій родині, у якій проводився похорон, і, зрештою, саме з цього барана робився дізі, який гості їли під час похорону.
У давні часи під час священного місяця посту Рамадан іранці готували особливий дізі: вони додавали у нього родзинки, мигдаль, фісташки та навіть пелюстки абрикоса. Такий абгушт готував людей до зустрічі цього місяця. У наш час дізі також готують у дні священного місяця Мухаррам – ним годують людей, які постяться і дотримуються жалоби в пам'ять про імама Хусейна.